# Mukhtar
Mukhtar (también escrito muktar, /ˈmʊktɑːr/, muhtar o mujtar) significa "elegido" en árabe: المختار, y se refiere al líder de un pueblo o de un mahalle (vecindario) en muchos países árabes, en Turquía, en Chipre y en Oriente Medio. Los mukhtars son, por lo general, elegidos por medio de algún método participativo o consensuado y, a menudo, mediante una elección. Sería el equivalente a un alcalde. Su existencia remonta al período del Imperio Otomano, pero siguieron teniendo mucha importancia durante la administración jordana de Cisjordania y bajo la siguiente ocupación israelí. Representaban al pueblo ante los poderes gubernamentales.
Mukhtar es también un nombre propio. En los países árabes es más común como apellido (laqab), mientras que en los países musulmanes no árabes es más común como nombre (ism).